# Meatusstenose
Meatusstenose is een term voor de versmalling van de urethramonding (of plasgaatje).

## Oorzaken
Meatusstenose kan aangeboren zijn of door kwetsuren of ontstekingen zijn ontstaan. In sommige gevallen kan een tumor de oorzaak van de verenging zijn. Meatusstenose als complicatie bij een besnijdenis is niet zeldzaam.

## Symptomen
Meatusstenose komt bij beide geslachten voor, maar frequenter bij mannen.
Vrouwelijke meatusstenose gaat meestal samen met een aangeboren afwijking en kan ontdekt worden naar aanleiding van infecties van de urethra of bedplassen.
Bij mannen is het voornaamste symptoom een verzwakte urinestraal. Daarnaast komen voor: onvolledige blaaslediging, urineweginfecties, pijnlijk urineren, afwijkende of gesplitste urinestraal. In geval van een tumor kan er bloed in de urine komen.

## Diagnose
Diagnose gebeurt in eerste instantie door fysiek onderzoek, waarbij de afwijking soms al zonder meer zichtbaar is. Meting van de wijdte van de urethra (urethrakalibrering) kan gebeuren door het inbrengen van staafjes van verschillende diameter. Daarnaast gebeurt meting van de kracht van de urinestraal en controle op de mate van lediging van de blaas (met echografie). Om tumoren uit te sluiten doet men een cystoscopie.

## Therapie
Operatief ingrijpen leidt meestal tot volledige genezing.